# Бета Феникса
Бета Феникса (β Phoenicis, β Phe) — двойная звезда в созвездии Феникса. Видимая звёздная величина составляет 3,30, звезда доступна для наблюдения невооружённым глазом.
Расстояние до Беты Феникса известно с невысокой точностью. Изначальное скорректированное значение параллакса по данным спутника Hipparcos равнялось 16 мсд, но стандартное отклонение превышало данное значение по величине. Новые редукции данных Hipparcos привели к оценке параллакса 0,12 ± 14,62 мсд. В каталоге GCTP (The General Catalogue of Trigonometric Parallaxes), более старом каталоге измеренных наземными методами параллаксов, указано значение параллакса 20 ± 16 мсд, что соответствует расстоянию чуть более 200 световых лет.
Бета Феникса является относительно широкой визуальной двойной звездой, состоящей из двух звёзд-гигантов спектрального класса G8III. Компоненты обращаются вокруг друг друга с периодом около 170,7 лет и обладают слегка вытянутой орбитой. Две звезды разделены угловым расстоянием около 1 угловой секунды.